# 拉利伯塔德 (拉利伯塔德省)
拉利伯塔德（西班牙語：La Libertad），旧译拉利布大，是薩爾瓦多的城鎮，位於該國中西部，由拉利伯塔德省負責管轄，面積162平方公里，海拔高度30米，2007年人口35,997，人口密度每平方公里222.2人。